# Tektonika (geologia)

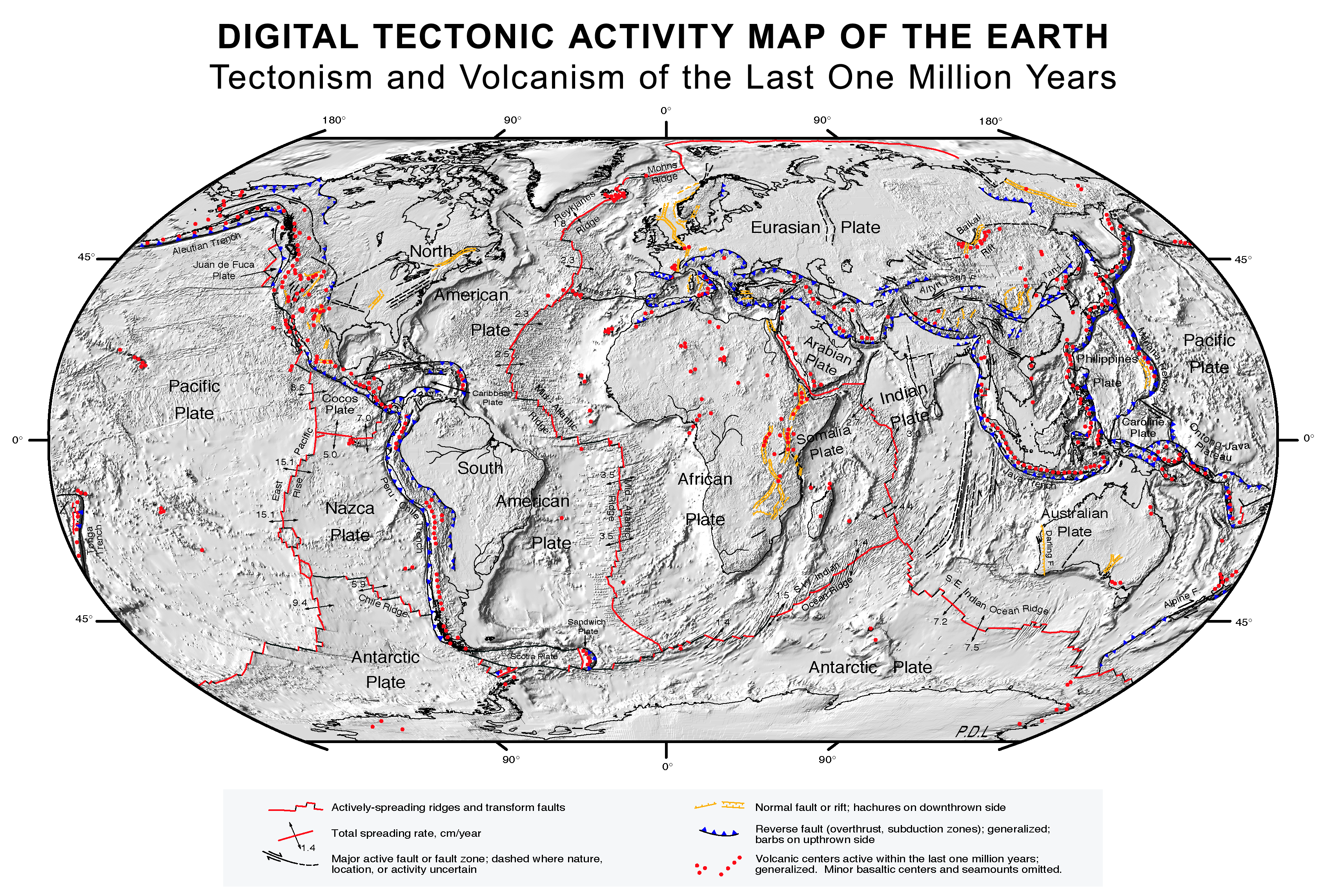
Mapa aktywności tektonicznej Ziemi

Tektonika (gr. τεκτονική, „sztuka budowy”) – nauka o budowie skorupy ziemskiej oraz o procesach wpływających na nią. 
Uwzględniając przedmiot i metody badań, tektonikę można podzielić na:
- geotektonikę – dziedzinę badającą ruchy i rozwój zewnętrznych powłok skorupy ziemskiej,
- mikrotektonikę – zajmującą się deformacjami skał w skali mikroskopowej,
- tektonofizykę – opisującą dynamiczne procesy deformujące skały,
- geodynamikę – badającą siły i procesy zachodzące we wnętrzu Ziemi oraz ich wpływ na zjawiska na powierzchni planety,
- geologię strukturalną – mającą na celu opisać i sklasyfikować struktury tektoniczne (np. fałdy, uskoki).